# Denis César de Matos
Denis César de Matos (* 14. April 1987 in Jaú), meist Denis genannt, ist ein brasilianischer Fußballspieler. Aktuell steht er bei Sport Recife als Torwart unter Vertrag.
Im August 2019 wechselte Denis nach Portugal zu Gil Vicente FC. Der Torwart hatte am 1. August 2019 seinen Vertrag mit Figueirense gekündigt, nachdem er seit April keine Gehaltszahlungen mehr erhielt und eine Entscheidung des Arbeitsgerichtes zu seinen Gunsten ausfiel. Der Kontrakt mit Gil Vicente erhielt eine Laufzeit über zwei Jahre.
Nach Auslaufen seines Vertrages wechselte Denis nach Griechenland. Hier bekam er einen Zweijahresvertrag bei Aris Thessaloniki.

## Erfolge
São Paulo
- Copa Sudamericana: 2012
- Eusébio Cup: 2013
- Florida Cup: 2017

Figueirense
- Staatsmeisterschaft von Santa Catarina: 2018
- Recopa Catarinense: 2019